# P/2019 LD2 (ATLAS)
P/2019 LD2 (ATLAS) è una cometa appartenente alla famiglia cometaria di Giove scoperta dall'Asteroid Terrestrial-impact Last Alert System il 10 giugno 2019. Inizialmente classificata come uno dei primi asteroidi troiani di Giove a manifestare comportamenti cometari, questa classificazione è stata poi ritirata, poiché un'osservazione su un arco temporale più lungo aveva mostrato che l'oggetto aveva un'orbita troppo instabile per un asteroide troiano. La sua appartenenza al gruppo dei troiani era quindi solo temporanea.

## Scoperta
P/2019 LD2 è stata scoperta tra le immagini del 10 giugno 2019 dell'Asteroid Terrestrial-impact Last Alert System (ATLAS) dell'osservatorio di Mauna Loa.
 Nei primi tempi dopo la scoperta, gli astronomi Alan Fitzsimmons e David Young della Queen's University Belfast avevano sospettato la presenza di una debole chioma attorno a P/2019 LD2.  Osservazioni successive del Las Cumbres Observatory fra l'11 e il 13 giugno 2019 hanno confermato l'apparenza cometaria di P/2019 LD2, mostrando che l'oggetto presentava una chioma e una coda molto più prominenti. Altre osservazioni di ATLAS-MLO, condotte nell'aprile del 2020, hanno rivelato come P/2019 LD2 manifestava ancora caratteristiche cometarie, suggerendo che la cometa fosse rimasta attiva per almeno un anno.
La scoperta dell'attività cometaria di P/2019 LD2 è stata annunciata in un comunicato stampa del 20 maggio 2020 dall'Istituto di Astronomia dell'Università delle Hawaii. Il comunicato identificava P/2019 LD2 come il primo corpo celeste attivo tra i troiani di Giove, poiché era stata scoperta nei pressi del punto Lagrangiano L4, nel cosiddetto campo greco dei troiani. Tuttavia, dopo un'analisi più approfondita della sua dinamica orbitale, condotta dall'astronomo amatoriale Sam Deen, il corpo celeste è stato riclassificato come una cometa gioviana. Successivamente, il 22 maggio 2020, il Minor Planet Center ha ufficialmente classificato P/2019 LD2 come cometa periodica e gli ha assegnato l'attuale denominazione.

## Orbita
P/2019 LD2 orbita attorno al sole a una distanza media di 5,29 au con un periodo di 12,18 anni. La sua orbita ha un'eccentricità di 0,134 e un'inclinazione di 11,6 gradi rispetto alla eclittica. L'arco di osservazione della cometa ha inizio con una precovery di 11 mesi antecedente alla scoperta ufficiale pubblicata da Pan-STARRS 1 e realizzata presso l'osservatorio di Haleakalā il 21 maggio 2018.
P/2019 LD2 è una cometa gioviana con un parametro di Tisserand di 2,94, in linea con altre comete della stessa categoria. L'orbita nominale della cometa suggerisce che non si trovi in risonanza stabile con Giove, poiché ha effettuato un approccio ravvicinato al pianeta il 17 febbraio 2017, a una distanza di 0,092 unità astronomiche (13,8×106 km) e ne effettuerà un altro simile nel 2028. A differenza dei troiani di Giove, P/2019 LD2 precede il pianeta di 21 gradi e continuerà a spostarsi in avanti di 30 gradi prima di tornare verso Giove ed effettuare avvicinamenti ravvicinati. Attualmente, P/2019 LD2 segue un percorso orbitale che la fa apparire come un quasi-satellite di Giove. Tali cicli sono cominciati nel 2017 e continueranno fino al 2028.

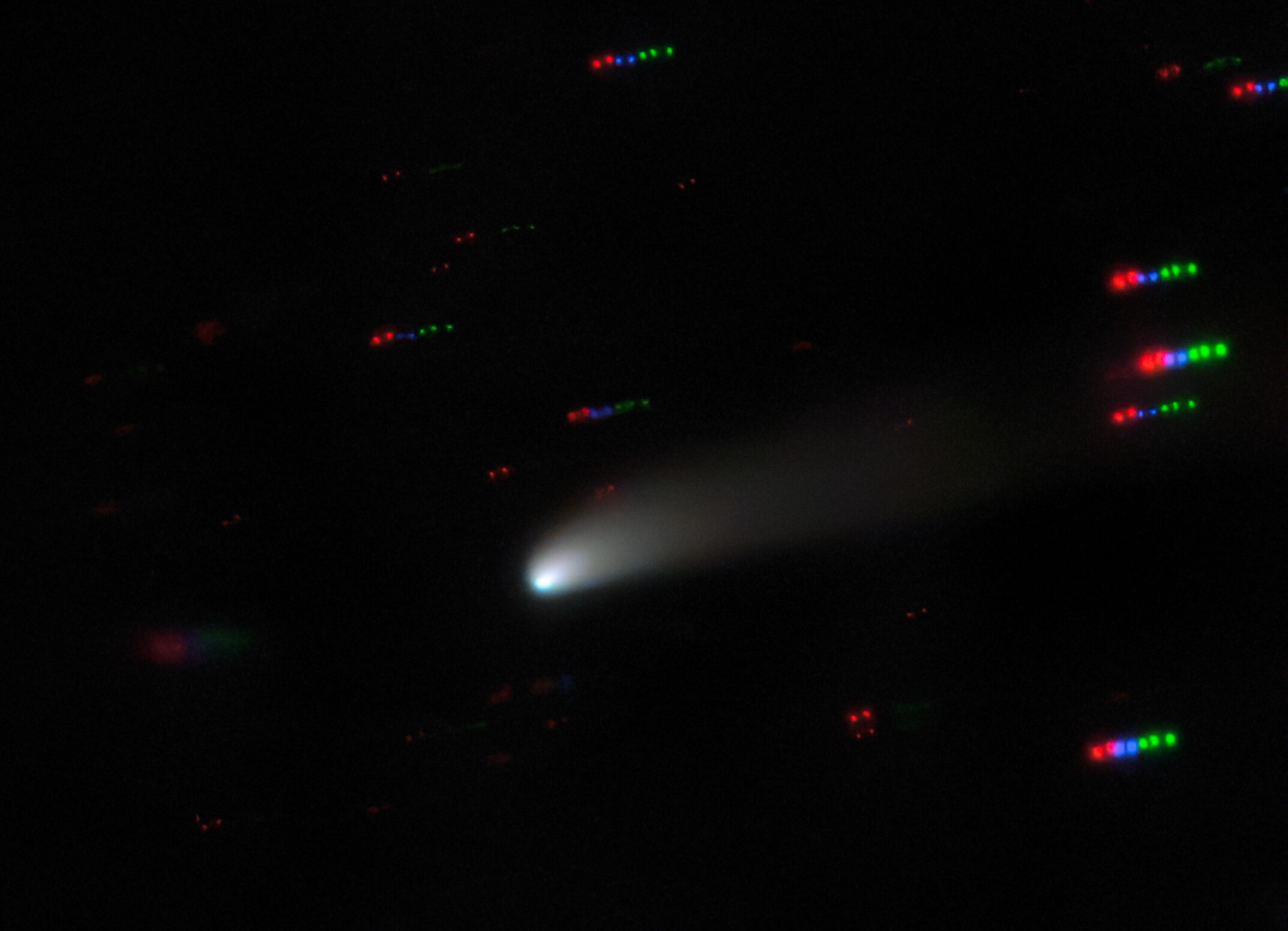
Immagine composita a colori di catturata dal telescopio Gemini North

Animazione dell'orbita di attorno al sole dal 1600 al 2200
Sole·
Giove·

Il 23 gennaio 2063, la cometa avrà un incontro molto ravvicinato con Giove, a soli 0,016 au (2,4×106 km). Dopo questo passaggio, i calcoli orbitali e la traiettoria della cometa diventeranno troppo incerti per effettuare previsioni attendibili.

## Caratteristiche fisiche
Basandosi su una conversione generica da magnitudine a diametro, e assumendo un'albedo media di 0,12 per gli asteroidi troiani di Giove, insieme a una magnitudine assoluta di 12,2, P/2019 LD2 avrebbe un diametro approssimativo di 14 chilometri. Tuttavia, se la cometa risulta attiva, ciò potrebbe portare a una sovrastima delle dimensioni del suo nucleo. Immagini di archivio di DECam, risalenti a marzo 2017, mostrano che all'epoca la magnitudine della cometa era inferiore a 23,8, suggerendo un nucleo più piccolo: circa 1,2 km assumendo un'albedo di 0,05, o circa 0,8 km se assumiamo un'albedo di 0,112.
Fino a maggio 2020, non erano state effettuate osservazioni fotometriche per ottenere la curva di luce di P/2019 LD2. Il periodo di rotazione, l'orientazione dei poli e la forma della cometa rimangono ancora sconosciuti. Un'analisi spettrale della cometa non ha rivelato emissioni di CN, C2 o C3.
Durante l'approccio al perielio nel 2020, la cometa ha rilasciato particelle di polvere di grandi dimensioni (tipicamente intorno o superiori a 0,1 mm) ricche di acqua in forma ghiacciata.